# Praça do Palácio (São Petersburgo)
Praça do Palácio (em russo:  Дворцовая площадь, Dvortsovaya Ploshchad) é uma praça localizada no coração de São Petersburgo, a segunda maior cidade da Rússia. Com uma relevante importância histórica, foi palco de famosos eventos históricos, como o Domingo Sangrento, de 1905 e a Revolução de Outubro de 1917. Liga Nevsky Prospekt à Ponte do Palácio e à ilha de Vassiliev.
O edifício mais antigo e célebre da praça é o Palácio de Inverno dos czares russos (1754-62), de estilo barroco branco e azul, que dá nome à praça. Apesar de os edifícios adjacentes serem de estilo neoclássica, combinam perfeitamente com o palácio quanto à escala, ritmo e monumentalidade.
O lado oposto da praça, o lado sul, foi desenhado em forma de arco pelo arquiteto George von Velten no século XVIII. Os planos de von Velten só se levaram a cabo meio século depois, quando Alexandre I da Rússia imaginou a praça como enorme monumento à vitória russa contra Napoleão Bonaparte e encarregou Carlo Rossi, que desenhara o Palácio do Estado Maior (1819-29). Esta construção em forma de arco e estilo Império conta no centro com um arco triunfal duplo coroado com uma quadriga romana.
No meio da praça está a Coluna de Alexandre (1830-34), desenhada por Auguste de Montferrand. Esta coluna de granito vermelho (a mais alta do seu tipo em todo o mundo) tem 47,5 metros de altura e pesa cerca de 600 toneladas. A mesma está tão bem colocada que não é necessário estar unida à sua base.
A parte oriental da praça é ocupada pelo Quartel do Corpo de Guardas (1837-43), criado por Aleksandr Brullov. O lado ocidental é aberto para a Praça do Almirantado, pelo que a Praça do Palácio é parte vital de um grande conjunto de praças da cidade de São Petersburgo.